# 41 Baza Lotnictwa Szkolnego

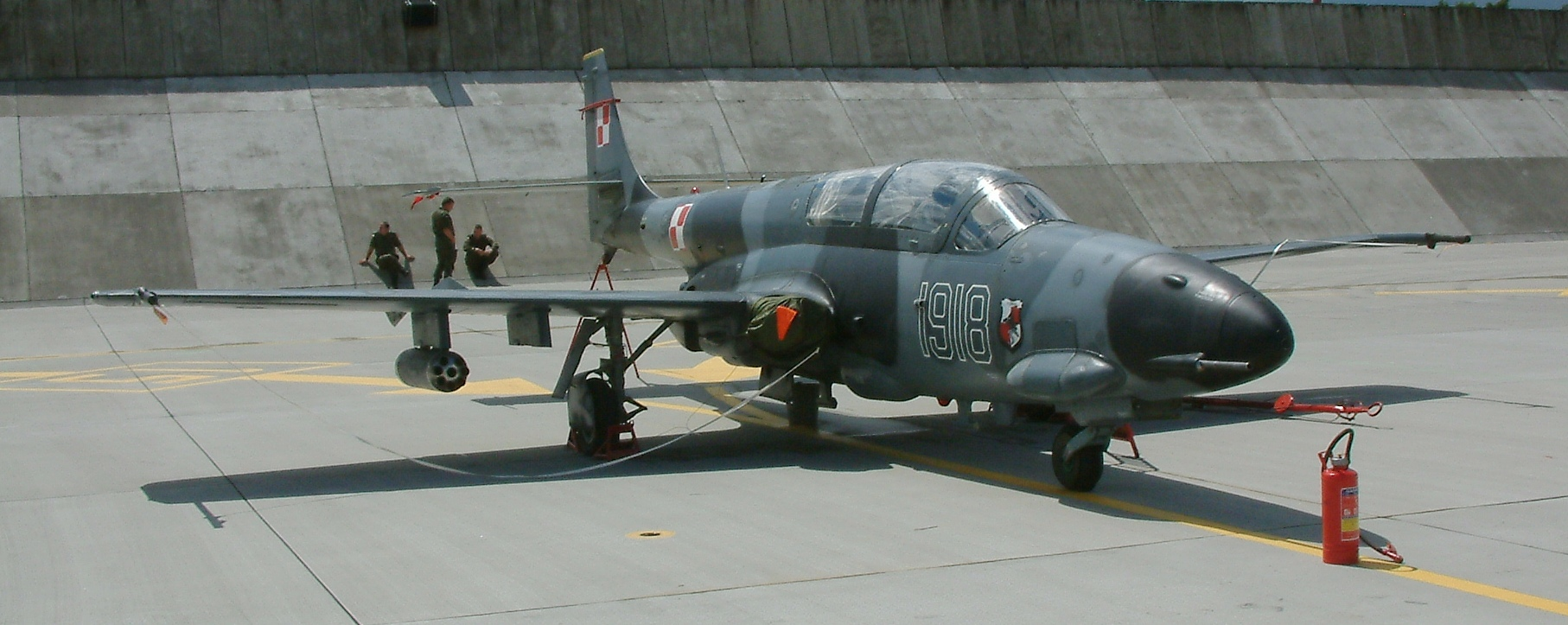
Samolot TS-11 "Iskra"

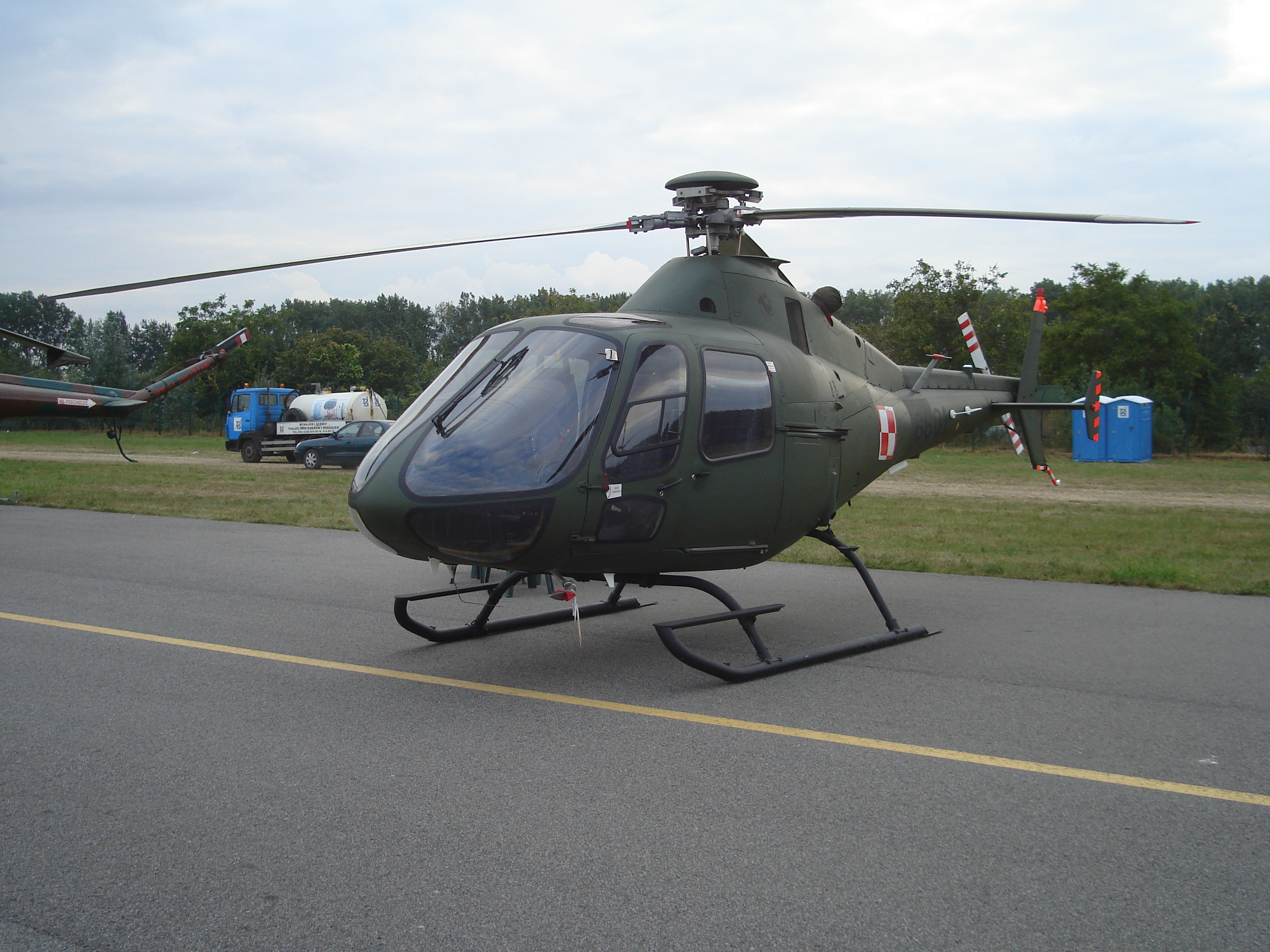
Śmigłowiec SW-4 "Puszczyk"

41 Baza Lotnictwa Szkolnego im. mjr. pil. Eugeniusza Horbaczewskiego (41 BLSz) – oddział Sił Powietrznych (JW Nr 4929).

## Historia
41 BLSz została sformowana 1 lipca 2010 r. w miejsce rozformowywanych 6 Bazy Lotniczej i 1 Ośrodka Szkolenia Lotniczego.
Baza usytuowana jest w kompleksie lotniskowo-koszarowym w Dęblinie i wchodzi w skład 4 Skrzydła Lotnictwa Szkolnego. Głównym zadaniem bazy jest szkolenie lotnicze podchorążych Szkoły Orląt, które realizowane jest na samolotach PZL TS-11 Iskra oraz śmigłowcach SW-4 "Puszczyk" i Mi-2. Ponadto w bazie stacjonuje Kompania Reprezentacyjna Sił Powietrznych oraz zespół akrobacyjny Biało-Czerwone Iskry.
Od dnia 24 września 2011 roku Baza nosi imię mjr. pil. Eugeniusza Horbaczewskiego.
W roku 2011 Minister ON zatwierdził wzór odznaki pamiątkowej oraz oznaki rozpoznawczej bazy.
Decyzją Ministra ON nr 498/MON z 28 grudnia 2010 roku 41 Baza używała sztandaru po rozformowanym 1 Ośrodku Szkolenia Lotniczego. 3 sierpnia 2012 na Placu Litewskim w Lublinie odbyła się uroczystość wręczenia jednostce nowego sztandaru ufundowanego przez społeczeństwo miasta Lublin. Rodzicami chrzestnymi sztandaru zostali Karolina Kaczorowska i Krzysztof Hetman.
Święto jednostki obchodzone jest 14 sierpnia.

Insygnia
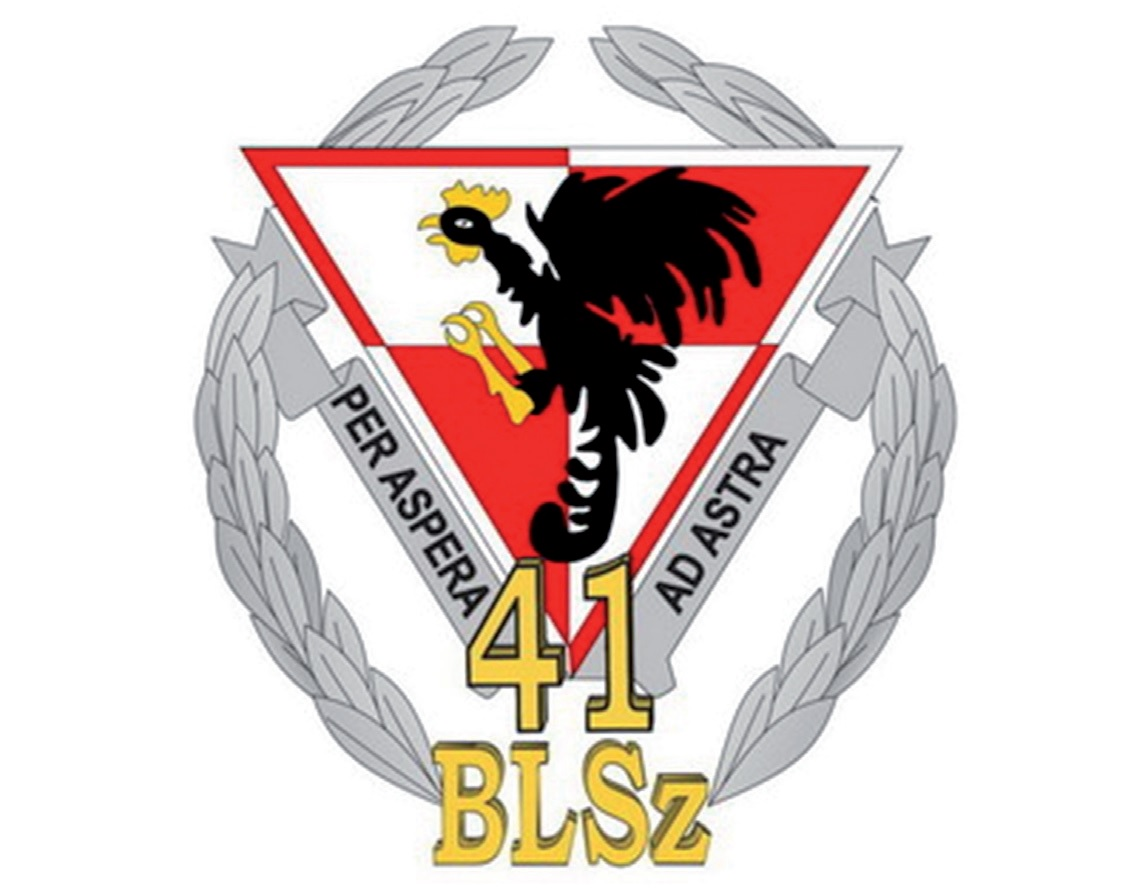
Odznaka pamiątkowa
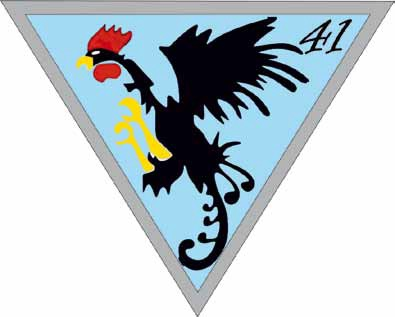
Oznaka rozpoznawcza

## Tradycje
41 Baza Lotnictwa Szkolnego dziedziczy i kultywuje tradycje jednostek (Decyzja nr 280/MON z 25 lipca 2011 roku):
- 315 dywizjon lotniczy "Dębliński" (1941-1946)
- 58 lotniczy pułk szkolno-bojowy (1958-1989)
- 58 lotniczy pułk szkolny (1989-2000)
- 1 Ośrodek Szkolenia Lotniczego (2001-2010)
- 4 pułk lotniczo-techniczny (1958-1961)
- 2 batalion zaopatrzenia (1961-1969)
- 4 pułk zaopatrzenia (1969-1994)
- 6 Baza Lotnicza (1994-2010)

## Żołnierze bazy
Dowódcy bazy
- płk pil. dr inż. Waldemar Gołębiowski (2010 – 14 listopada 2014)
- płk pil. Paweł Smereka (14 listopada 2014– 6 maja 2016)
- płk pil. Artur Kałko (6 maja 2016 – 4 czerwca 2018)
- płk pil. Artur Borkowski (1 sierpnia 2018 – 30 czerwca 2021)
- płk pil. Paweł Marcinkowski (10 sierpnia 2021 – 25 kwietnia 2024)
- płk pil. Marek Kejna (2 lipca 2024 - obecnie)